# Dusona egregia
Dusona egregia är en stekelart som först beskrevs av Henry Lorenz Viereck 1916.  Dusona egregia ingår i släktet Dusona och familjen brokparasitsteklar. Inga underarter finns listade i Catalogue of Life.